# Cilly Aussemová
Cilly Aussemová (4. ledna 1909 Kolín nad Rýnem, Německé císařství – 22. března 1963 Portofino, Itálie) byla německá tenistka.
Stala se prvním Němkou, která v roce 1931 vyhrála ženskou dvouhru ve Wimbledonu. Ve stejném roce také triumfovala na druhém grandslamu French Championships a Mistrovství Německa v tenise. Jejím trenérem a také spoluhráčem ve smíšené čtyřhře byl Bill Tilden. Roku 1930 spolu vyhráli French Championships.
Podle Wallise Myerse z Daily Telegraphu a Daily Mailu, byla hodnocená v první desítce ženského tenisu v letech 1928, 1930, 1931 a 1934, nejvyššího postavení dosáhla v letech 1930 a 1931, a to 2. místa, když na prvním místě figurovala Američanka Helen Willsová Moodyová.

## Osobní život

### Mládí
Narodila se roku 1909 v Kolíně nad Rýnem do rodiny bohatého obchodníka. Několik let strávila na studiích v Ženevě a ve čtrnácti letech se vrátila domů. V té době začala hrát tenis závodně. Její matka Helen byla první, kdo rozpoznal její talent. Novým trenérem se stal kolínský Willy Hanneman, který zlepšil úderovou techniku hráčky, zejména slajzovaný bekhend, přesně umístěná podání a účinný kraťas.

### Role Billa Tildena

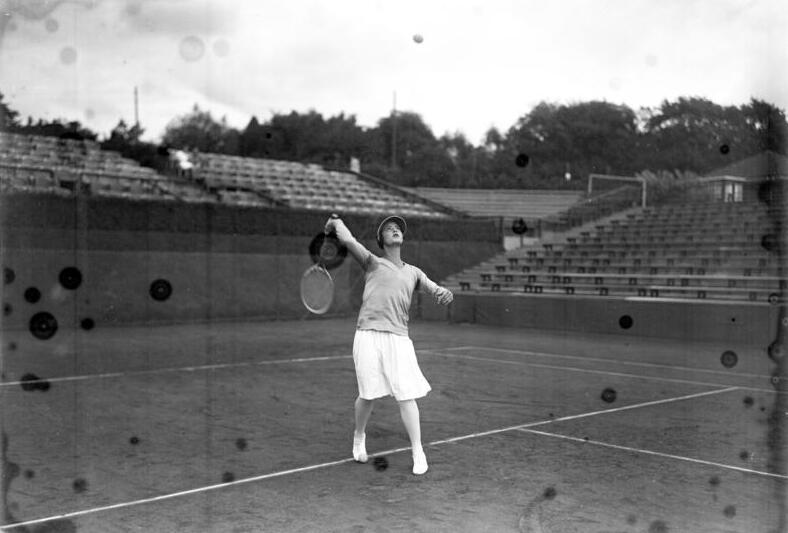
Aussemová v březnu 1930.

V roce 1926, ve věku sedmnácti let, vyhrála poprvé Mistrovství Německa ve dvouhře. Během letních rodinných prázdnin na Francouzské riviéře její ambiciózní matka oslovila nejlepšího světové tenistu Billa Tildena, který se ujal role tenisového trenéra hráčky a přivedl ji do světového tenisu. Nejsilnějším úderem se stal její tvrdý forhend hraný bez rotace. Vynikala také dobrou fyzickou kondicí a bojovností.
V roce 1930 spolu nastoupili do smíšené čtyřhry na French Championships, kde porazili druhý nasazený pár Elizabeth Ryanová – Jean Borotra a ve finále pak favorizovanou dvojici Eileen Bennettová Whittingstallová – Henri Cochet 6–4, 6–4. Stali se vítězi druhého grandslamu, tenistka navíc postoupila do semifinále dvouhry, kde prohrála s Helen Jacobsovou.
Na Wimbledonu se v semifinále dvouhry utkala s Ryanovou. Zápas skončil neočekávaně poté, co Aussemová spadla a ztratila vědomí. Po zbytek její kariéry ji doprovázely zdravotní potíže. Přesto až poté dosáhla svých nejlepších tenisových výsledků.

### Wimbledon
Rok 1931 byl pro ni nejlepším v kariéře. Ve finále French Championships porazila Britku Betty Nuthallovou Shoemakerovou a získala první grandslamový titul ve dvouhře. Na dalším velkém turnaji – Wimbledonu, opět triumfovala, když ve finále přehrála krajanku Hildu Krahwinkelovou Sperlingovou 6–2, 7–5 a stala se první Němkou, která vyhrála na nejslavnějším turnaji světa v ženské dvouhře. Mezi ženami byla v letech 1930 a 1931 hodnocena na 2. místě žebříčku.

### Osudná cesta
Zdálo se, že její dobře započatá tenisová kariéra bude pokračovat. V rámci odpočinku po úspěšném roku 1931 se rozhodla s přítelem a spoluhráčem Irmgardem Rostem odjet do Brazílie a Argentiny. Vyhrála tam několik menších turnajů, ovšem také onemocněla těžkou hepatitidou. Po návratu domů podstoupila operační výkon, po kterém se pomalu zotavovala. Její tenisová kariéra se zastavila a výkonnost značně poklesla. Ke zlepšení došlo v roce 1934, když se probojovala do semifinále French Championships a čtvrtfinále ve Wimbledonu. Poté, co v tomto zápase prohrála s Helenou Jacobsovou rozhodla se k okamžitému ukončení závodní dráhy, a to ve věku 25 let.

### Soukromý život
Během zimních prázdnin roku 1936 v Garmisch-Partenkirchenu potkala svého budoucího muže hraběte Ferma Murariho dalla Corte Bra. Svatba se konala v Mnichově v březnu 1936. Poslední dvě dekády života pak strávila převážně v rodinném sídle svého manžela, na hradu v italském Portofinu.
Roku 1963 podstoupila další operaci jater, jako následek hepatitidy. Krátce na to, 22. března téhož roku zemřela v 54 letech.

## Výsledky na Grand Slamu – dvouhra
| Turnaj    | 1927  | 1928  | 1929  | 1930  | 1931  | 1932  | 1933  | 1934  | Career SR |
| --------- | ----- | ----- | ----- | ----- | ----- | ----- | ----- | ----- | --------- |
| Austrálie | A     | A     | A     | A     | A     | A     | A     | A     | 0 / 0     |
| Francie   | QF    | 3R    | SF    | SF    | W     | QF    | 2R    | SF    | 1 / 8     |
| Wimbledon | 2R    | QF    | 4R    | SF    | W     | 1R    | A     | QF    | 1 / 7     |
| US Open   | A     | A     | A     | A     | A     | A     | A     | A     | 0 / 0     |
| SR        | 0 / 2 | 0 / 2 | 0 / 2 | 0 / 2 | 2 / 2 | 0 / 2 | 0 / 1 | 0 / 2 | 2 / 15    |

| Legenda | Legenda                                   | Legenda | Legenda                     |
| ------- | ----------------------------------------- | ------- | --------------------------- |
| SR      | poměr vyhraných turnajů ku všem odehraným | W–L V–P | výhry–prohry                |
| NH      | daný rok se turnaj nekonal                | A       | turnaje se hráč nezúčastnil |
| 1Q / LQ | prohra v (kole) kvalifikace               | 1k / 1R | prohra v daném kole turnaje |
| QF / ČF | prohra ve čtvrtfinále                     | SF      | prohra v semifinále         |
| F       | prohra ve finále                          | Vítěz   | vítězství v turnaji         |